# Yoav Lumbroso
Yoav Lumbroso, né le 15 juillet 2000 à Jérusalem ou Kfar HaRif (en), est un joueur israëlien de handball évoluant au poste de demi-centre, au Limoges Handball.

## Biographie
Yoav Lumbroso a commencé sa carrière au sein du club israélien du Ironi Rehovot avant de rejoindre le club allemand du ThSV Eisenach avec lequel il joue en 2.Bundesliga. En 2020, il rejoint le Limoges Handball,,.
Il compte aussi une quinzaine de sélections au sein de Équipe d'Israël masculine de handball. Avec la sélection junior, il été élu meilleur joueur du Championnat d'Europe Open (en) en Suède et a terminé meilleur buteur d'un tournoi international U19 opposant le Portugal, l’Espagne, la France et Israël.